# R.A.M. (videojuego)
R.A.M. es un videojuego de tipo arcade desarrollado por la compañía Topo Soft en 1990 para los sistemas Sinclair ZX Spectrum, MSX, Amstrad CPC y PC (CGA y EGA).
El juego se desarrolla manejando a 'FOX', el miembro más cualificado de las C.E.O. (Comando Especial de Operaciones). Seguirá una pista dada por  un espía de los servicios de inteligencia occidentales cumpliendo una misión en la ciudad de CHERNOVSKA; su último comunicado transmitido decía: "RAM", y se sospecha que ésta pueda ser la clave de una importante operación bélica que puede llegar a desestabilizar la paz mundial.
El juego se desarrolla en diferentes escenarios: el bosque, el pueblo de Chernovska, la montaña y la base aérea. Se dispone de una metralleta, granadas. También puede manejar camiones, prototipos aéreos o nidos de ametralladora.
El juego dispone de un amplio mapeado multipantalla sin scroll lateral con una buena variedad de opciones. Gráficamente la versión más importante es la de DOS EGA.
El juego apareció también en la recopilación Top By Topo 2. Una versión demo para Spectrum se distribuyó con el MicroHobby número 196.
Parece que estaba prevista una segunda parte R.A.M. 2: Space Mission pero el cierre de Topo impidió su desarrollo.
RAM fue en los momentos anteriores a su lanzamiento un hype, y de hecho los creadores del juego emplearon muchas horas en su desarrollo. Pero su difícil jugabilidad, y los gráficos solapados en las versiones de 8 bits lo abocaron al fracaso. Ni este proyecto, ni Viaje al Centro de la Tierra (hecho como una respuesta a las aventuras gráficas point´n´click de EE. UU. y los Digital Comics Japoneses) evitaron su hundimiento comercial.

## Autores
- Programa: José Manuel Muñoz Pérez.
- Programa PC: Eugenio Barahona Marciel.
- Gráficos: Alfonso Fernández Borro (Spectrum, MSX y CGA), Roberto Potenciano Acebes (Amstrad y EGA).
- Presentación: Roberto Potenciano Acebes.
- Música: TPM.